# گلپرآباد
گلپرآباد ، روستایی از توابع بخش زند شهرستان ملایر در استان همدان ایران است.

## مردم
مردم این روستا لر هستند و به زبان لری سخن می‌گویند.

## جمعیت
این روستا در دهستان کمازان علیا قرار دارد و براساس سرشماری مرکز آمار ایران در سال ۱۳۸۵، جمعیت آن ۵۳۴ نفر (۱۰۵خانوار) بوده است. این روستا سومین روستا از سه روستایی است که به مجموع آنها سه‌ده قپانپری (ملایر) گفته می‌شود. احمدیه اولین و ده میانه دومین روستاهای سه‌ده قپان‌پری هستند. قپان‌پری به مرور زمان، به قپانبری تغییر یافته است.